# Мар'янівка (Ширяївська селищна громада)
Мар'я́нівка — село Ширяївської селищної громади у Березівському районі Одеської області. Населення становить 1301 осіб.

## Історія
Під час організованого радянською владою Голодомору 1932—1933 років померло щонайменше 10 жителів села.
Колишній орган місцевого самоуправління — Мар'янівська сільська рада.

## Населення
Згідно з переписом УРСР 1989 року чисельність наявного населення села становила 1230 осіб, з яких 545 чоловіків та 685 жінок.
За переписом населення України 2001 року в селі мешкало 1170 осіб.

### Мова
Розподіл населення за рідною мовою за даними перепису 2001 року:
| Мова       | Відсоток |
| ---------- | -------- |
| українська | 92,83 %  |
| молдовська | 3,76 %   |
| російська  | 3,07 %   |
| болгарська | 0,09 %   |
| румунська  | 0,09 %   |

## Відомі мешканці

### Народились
- Лавренюк Леонід Федорович — сержант, Герой Радянського Союзу (1945).